# Pointe de Penchâteau
La pointe de Penchâteau est un cap situé sur la commune du Pouliguen dans le département de la Loire-Atlantique en région Pays de la Loire. 

## Géographie
Elle est située à l'extrémité ouest de la baie du Pouliguen et au début de la presqu'île du Croisic. Elle occupe toute la frange côtière de la commune du Pouliguen.

## Lieux et monuments
Le camp protohistorique de Penchâteau est un oppidum celte situé au bord de la mer. Il est inscrit au titre des monuments historiques en 1979, puis fait l'objet d'une inscription complémentaire en 1996 pour la protection des vestiges situés sur d'autres parcelles et découverts après 1979.
La chapelle Saint-Julien date du XVe siècle. Tout comme la croix située à proximité, elle est également inscrite par le ministère de la Culture au titre des monuments historiques,.